# 细枝龙血树
细枝龙血树（学名：Dracaena gracilis）是百合科龙血树属的植物。分布于越南、印度尼西亚、东南亚以及中国大陆的广西等地，目前尚未由人工引种栽培。
其种加词来源于拉丁文“gracilis”，意为“纤细的”。